# Скиток (заказник)
Ски́ток — ботанічний заказник місцевого значення в Україні. Розташований у межах Прилуцького району Чернігівської області, на схід від смт Ладан. 
Площа 56 га. Статус присвоєно згідно з рішенням Чернігівського облвиконкому від 04.12.1978 року № 529; від 27.12.1984 року № 454; від 28.08.1989 року № 164. Перебуває у віданні ДП «Прилуцьке лісове господарство» (Ладанське лісництво, кв. 83-84). 
Статус присвоєно для збереження лісового масиву з цінними насадженнями дуба віком понад 60 років. У домішку: липа, клен, береза. У трав'яному покриві: звіробій, материнка тощо. Масив розташований на схилах ярів та балок.

## Галерея

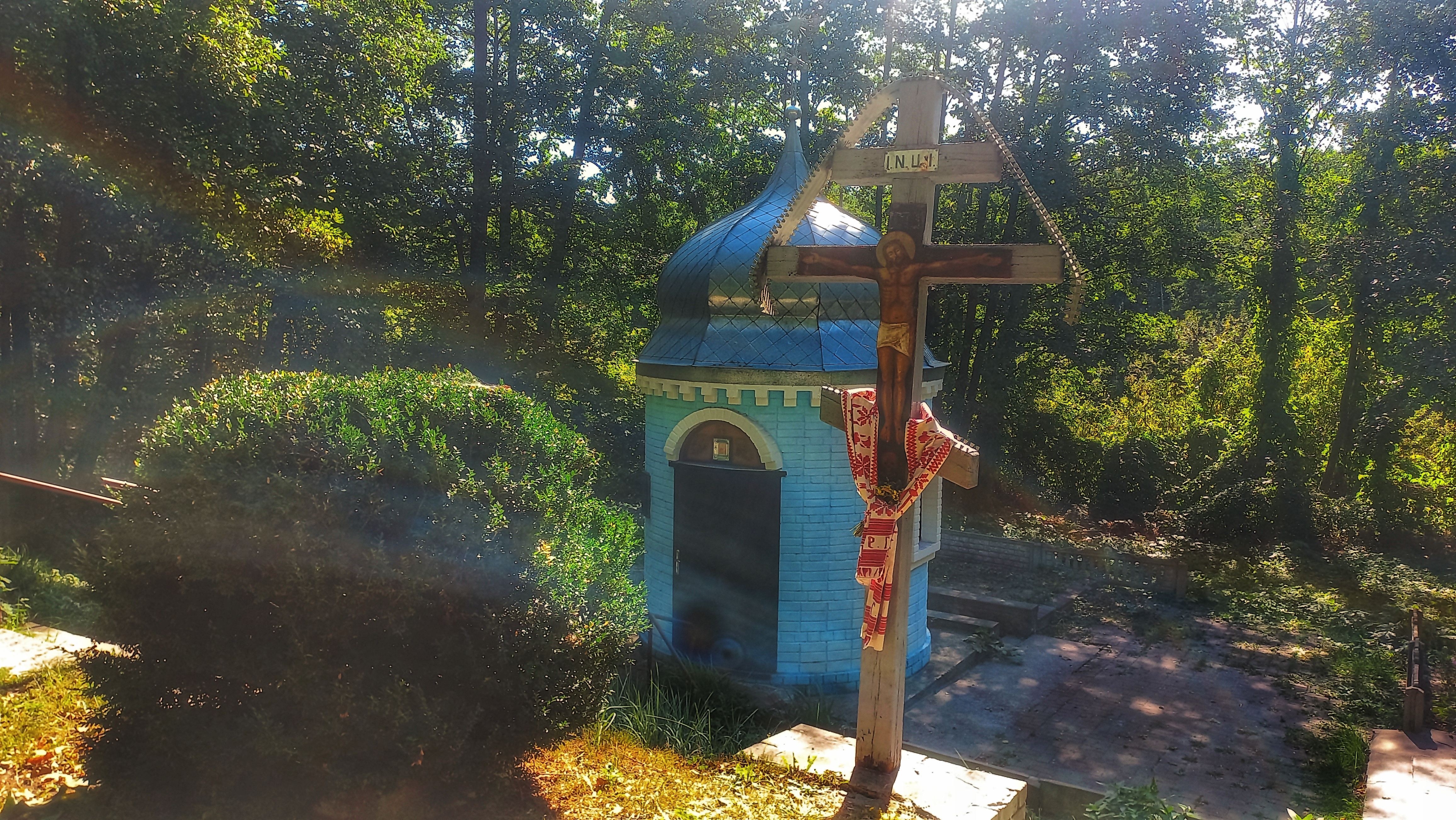
Капличка біля джерела
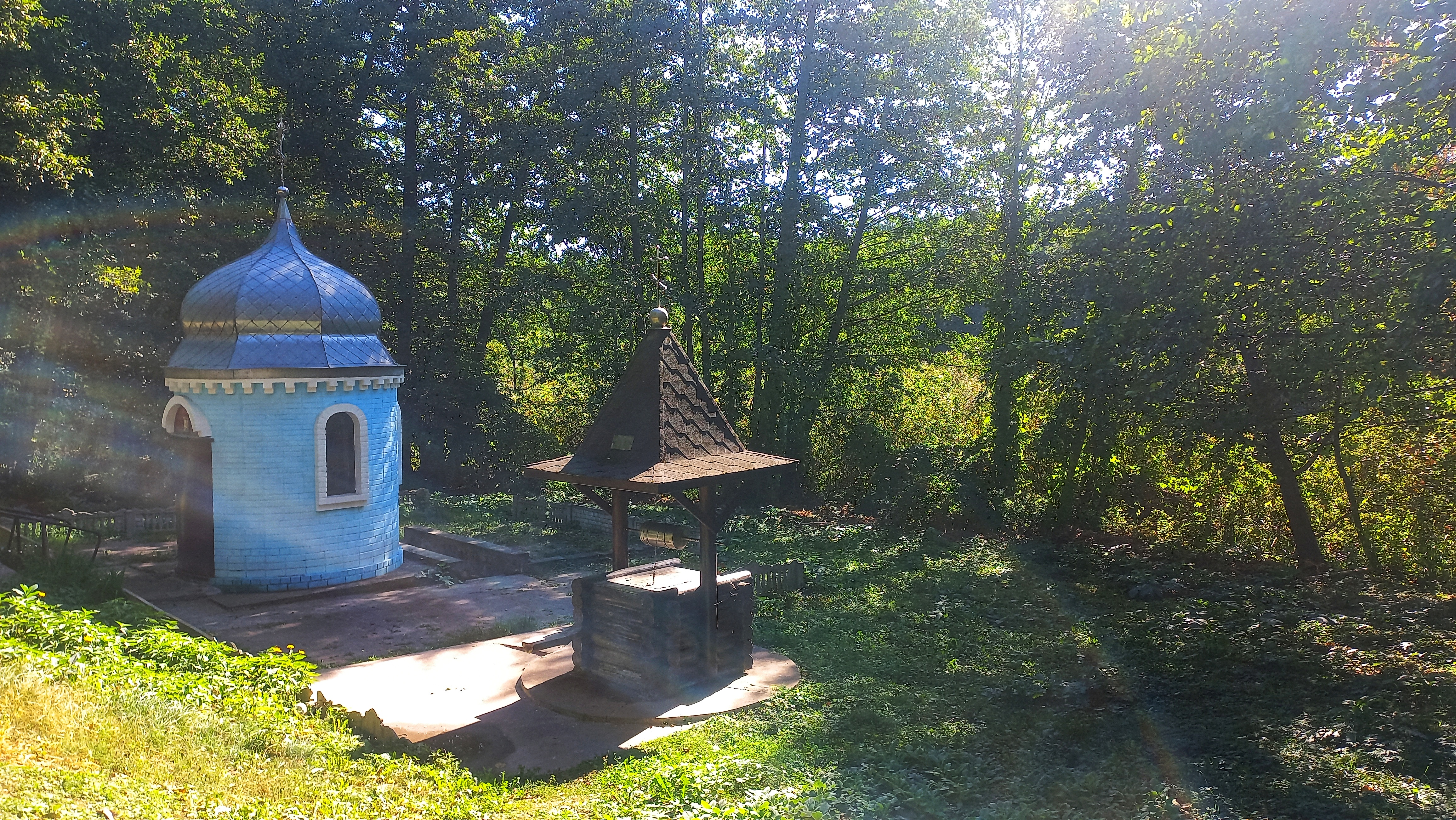
Джерельце та капличка
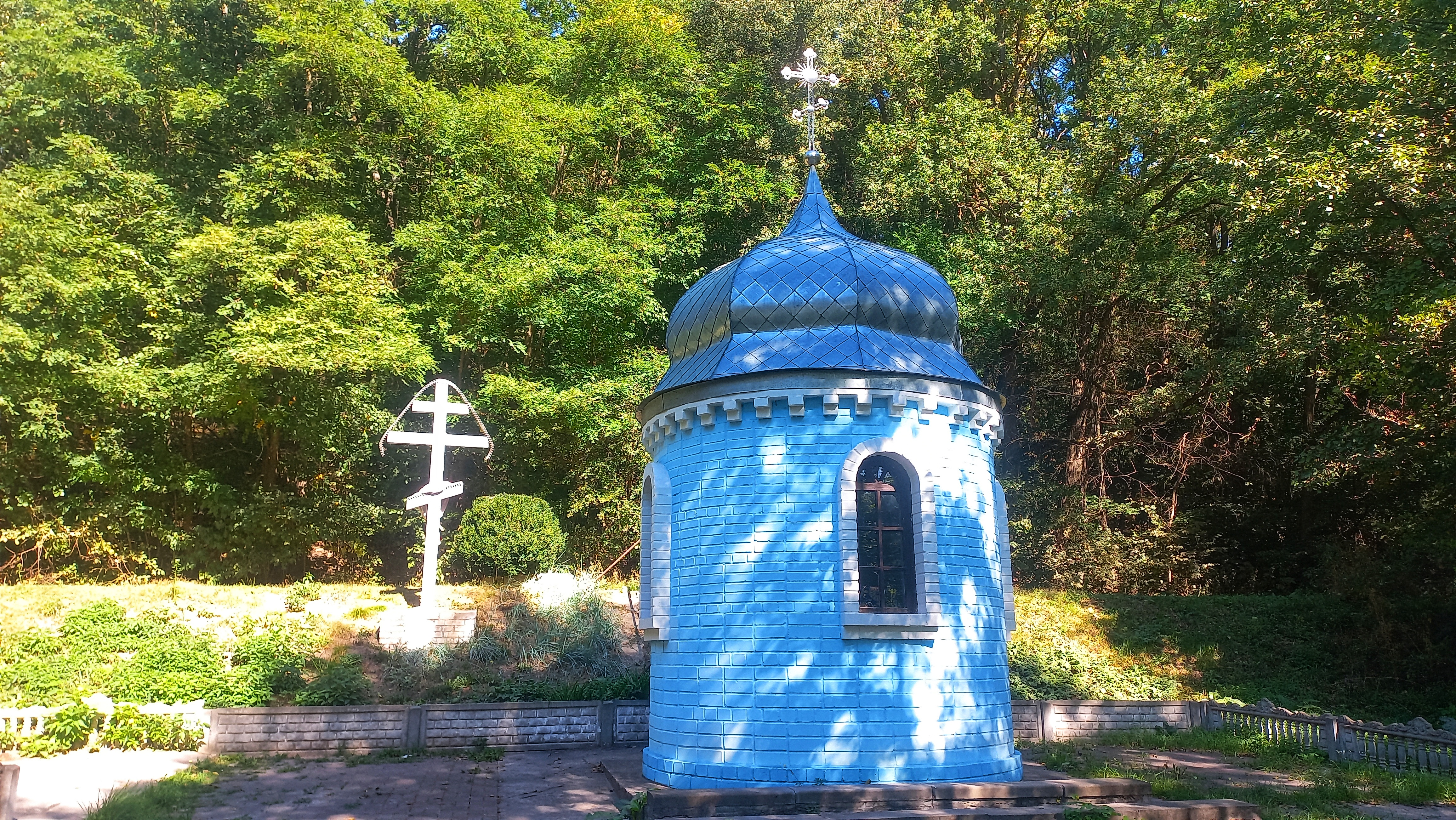
Капличка